# Afresco

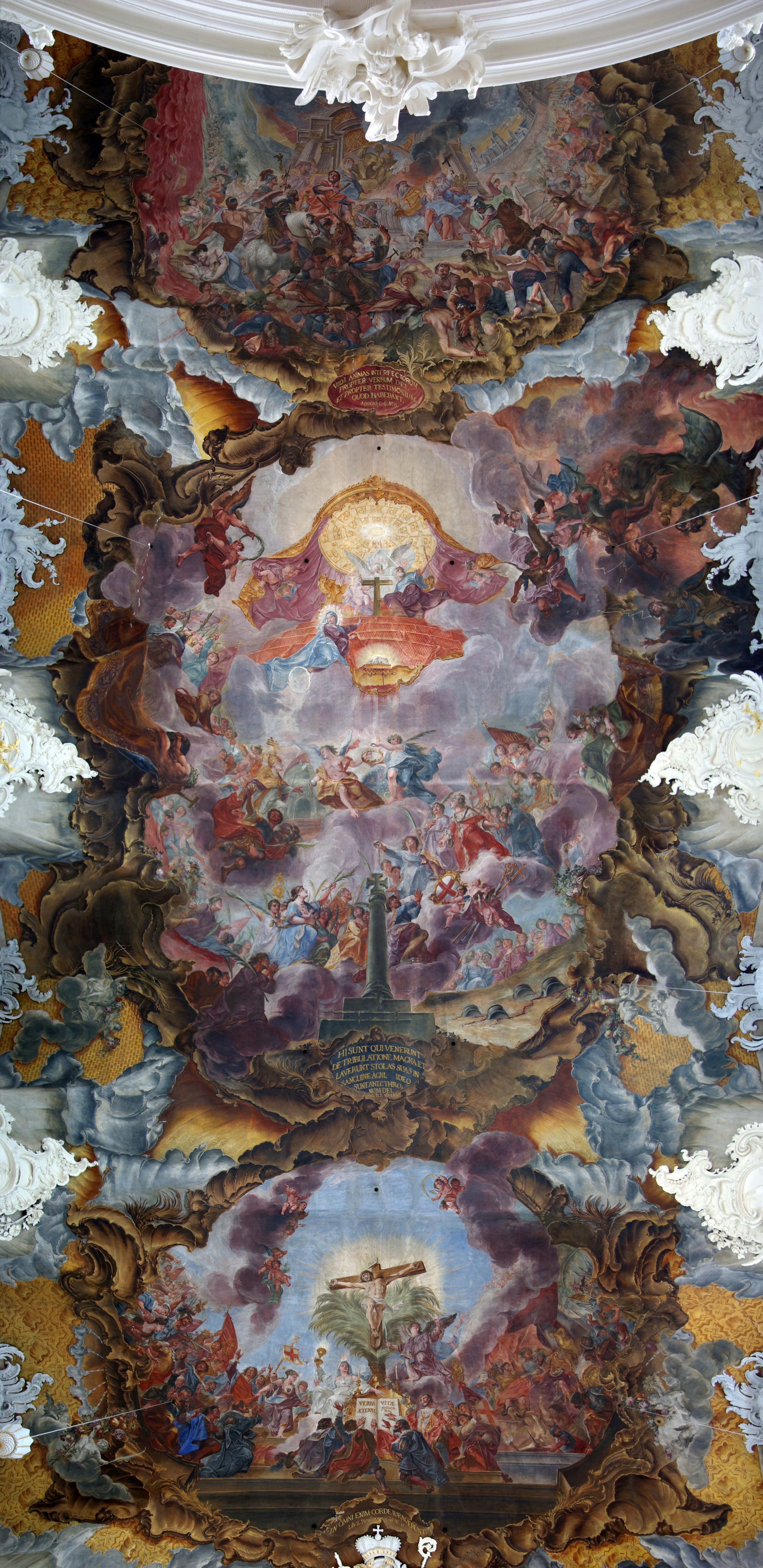
Fresco de no teto da de Tréveris, Alemanha

O fresco, também conhecido como afresco em português brasileiro, é uma obra pictórica feita sobre uma parede ou teto, com base de gesso ou argamassa. Assume frequentemente a forma de mural.
A técnica é utilizada desde a antiguidade, estando intimamente relacionada com a pintura italiana renascentista.

## Técnica
Esta técnica era utilizada por gregos e romanos para representar grandes temas; antigas crônicas informam sobre decorações em fresco na Pinacoteca da Acrópole de Atenas, executadas por Polignoto de Tasos (século V a.C.), tendo como tema os frescos de Lesche. São ainda conhecidos os pintores Apeles e Antífilo (c. 310–280 a.C.) que utilizaram a mesma técnica. Estas pinturas são somente conhecidas por informações escritas. As pinturas remanescentes de frescos antigos são as de Pompeia e Herculano, que estiveram muito tempo sob a lava do Vesúvio. Sobre estes frescos, crê-se ter havido retoques feitos a seco, em "fresco seco" e encáustica.
Frescos de todas as épocas podem ser admirados em Itália e vários deles são obras-primas da arte ocidental. Mestres da arte medieval, renascentista e barroca empregaram este médium (meio). Os mais célebres são Giotto (1266/7–1337), Masaccio (1401–1428), Fra Angelico (1387–1455), Piero della Francesca (1410/20–1492), Luca Signorelli (1441/50–1523), Michelangelo (1475–1564), Rafael (1483–1520), Pietro de Cortona (1596–1669) e Giovanni Tiepolo (1696–1770).
As etapas do fresco são a preparação do suporte, a preparação e a colocação do arriciatto e do intonaco, os métodos de transferência do estudo para o intonaco, a pintura do fresco e criação da camada de cristalização.

## Exemplos de frescos
- Leonardo da Vinci: Última Ceia
- Michelangelo: teto da Capela Sistina
- Rafael: Escola de Atenas